# Willingshausen
Willingshausen è un comune tedesco di 4 822 abitanti situato nel land dell'Assia.